# 李鬼
李鬼是《水浒传》中的一个人物，出现在第四十二回。他原是沂州沂水县一个假冒李逵的强盗，恰被下山接老母的李逵撞见。李鬼谎称有九旬老母，被李逵饶过，还获十两银子。后李逵不意投宿李鬼家。李鬼与妻子图谋毒死李逵，取其钱财。结果被李逵发现，李鬼事败被杀，李逵还从李鬼屍體的腿上割下两块肉烤着吃。李鬼之妻趁乱逃脱，后在县城，李鬼的老婆认出李逵，同曹太公报了官，导致李逵被抓。朱贵、朱富兄弟救出李逵，杀了李鬼妻和曹太公等。
现在“李鬼”作为词语通常相对“李逵”，指假货、仿冒品。